# Waggonfabrik Wismar Typ Friesland
Die Triebwagen Typ Friesland der Kleinbahn Leer–Aurich–Wittmund (LAW) und der Rügenschen Kleinbahn waren Dieseltriebwagen der Waggonfabrik Wismar. Es wurden zwei Exemplare gebaut, diese sind heute nicht mehr vorhanden.

## Geschichte

### Kleinbahn Leer–Aurich–Wittmund
Der Triebwagen T4 wurde 1937 von der Kleinbahn gekauft, da die Wismarer Schienenbusse ein zu geringes Platzangebot hatten. Der Triebwagen liegt größenmäßig zwischen den Wismarer Schienenbussen und dem Typ Frankfurt. Weitere Herstellerdaten von dem Wagen sind nicht bekannt.
Das Fahrzeug war zehn Jahre in Betrieb und wurde durch einen Brandschaden völlig zerstört. Danach wurde es ausgemustert und verschrottet.

### Rügensche Kleinbahnen
Der Triebwagen wurde nach dem RüKB T 1 als zweites Fahrzeug beschafft. Das Fahrzeug gelangte nach 1945 zu der polnischen Staatsbahnen PKP zuerst als Beiwagen. Später wurde das Fahrzeug wieder zum Triebwagen umgebaut und mehrfach umgezeichnet (bekannte Nummern: Mz 325, ab 1962 Mbc 1-325, später Mbc 2-325, ab 1965 Mbd 1-325, ab 1974 00 400044960). Im Jahr 1976 wurde das Fahrzeug ausgemustert und verschrottet.

## Fahrzeugbeschreibung
Der Typ Friesland der Waggonfabrik Wismar wurde nach dem ersten Besteller des Fahrzeuges benannt. Er wurde mit einer Balancierhebelkupplung für Schmalspurbahnen ausgerüstet und konnte Beiwagen mitnehmen.
Die Karosserie war vierfenstrig mit Abschrägung der oberen Seite der Stirnwand und kurzen Einstiegsräumen.
Der Triebwagen wurde von einem 65-PS-Dieselmotor angetrieben, der mit einem Mylius-Getriebe verbunden war, welches die Kraft an eine Achse des Fahrgestelles abgab. Die Maschinenanlage war unter dem Wagenfußboden angebaut. Das Fahrzeuginnere bestand aus den Einstiegsräumen und dem zwischenliegenden Großraumabteil. Es bot 32 Reisenden in der Sitzanordnung 1+3 Platz. Der Triebwagen war mit einem Dachgepäckträger ausgerüstet. Der Triebwagenführer hatte seinen Arbeitsplatz auf der rechten Seite und saß dabei auf einem fahrradsattelähnlichen Sitz.

## Einsatz
Der Triebwagen war der letzte vor dem Zweiten Weltkrieg beschaffte Wagen der Kleinbahn Leer–Aurich–Wittmund. 1940 wurde er zusammen mit dem Wismarer Schienenbus SK3 auf Treibgas-Antrieb umgestellt. Diese beiden Wagen waren bis weit in den Weltkrieg hinein die einzigen einsatzfähigen Verbrennungstriebwagen.
In der Nacht vom 6. bis 7. Februar 1947, als ein Brand im Triebwagenschuppen von Aurich ausbrach, wurde der Triebwagen zusammen mit dem Wismarer Schienenbus SK3 völlig zerstört.
Von dem RüKB T 2 sind keine Einsatzdaten bekannt.